# Ahhazu
Ahhazu (Achchazu, Akhkhazu) és un dimoni femení present en la mitologia accàdia que més tard va ser adoptada per la mitologia babilònica. En la mitologia sumèria s'anomenava Dimme-Kur. Rep l'epítet de la que captura.
Junt amb Labasu i Labartu forma una tríade de dimonis femenins, responsables de les pestes i les febres. Encara que el nom sigui de gènere masculí en accadi, Ahhazu sol ser considerat un dimoni de natura femenina.